# Four (Isère)
Pour les articles homonymes, voir Four (homonymie).
Four est une commune française, située, géographiquement dans la plaine du Dauphiné, administrativement dans le département de l'Isère, en région Auvergne-Rhône-Alpes et, autrefois rattachée à l'ancienne province du Dauphiné. La commune fit partie de la ville nouvelle de L'Isle-d'Abeau à la création du syndicat intercommunal.
La commune appartient également à l'aire urbaine de Lyon. La mairie est située à 330 m d'altitude et les habitants sont les Fourois et les Fouroises.

## Géographie

### Situation et description
Le village se trouve dans le département français de l'Isère, dans la région du Bas-Dauphiné, plus connue sous le terme récent de Nord-Isère et plus précisément en bordure de la région naturelle des Terres froides.

### Communes limitrophes
| Villefontaine | Vaulx-Milieu | Saint-Alban-de-Roche |
| Roche         | Four         | Domarin              |
| Artas         | Artas        | Chèzeneuve           |

### Climat
Pour des articles plus généraux, voir Climat d'Auvergne-Rhône-Alpes et Climat de l'Isère.
En 2010, le climat de la commune est de type climat des marges montargnardes, selon une étude du Centre national de la recherche scientifique s'appuyant sur une série de données couvrant la période 1971-2000. En 2020, Météo-France publie une typologie des climats de la France métropolitaine dans laquelle la commune est exposée à un climat de montagne ou de marges de montagne et est dans la région climatique Moyenne vallée du Rhône, caractérisée par un bon ensoleillement en été (fraction d’insolation > 60 %), une forte amplitude thermique annuelle (4 à 20 °C), un air sec en toutes saisons, orageux en été, des vents forts (mistral), une pluviométrie élevée en automne (250 à 300 mm).
Pour la période 1971-2000, la température annuelle moyenne est de 11,2 °C, avec une amplitude thermique annuelle de 17,6 °C. Le cumul annuel moyen de précipitations est de 1 078 mm, avec 10 jours de précipitations en janvier et 7 jours en juillet. Pour la période 1991-2020, la température moyenne annuelle observée sur la station météorologique de Météo-France la plus proche, « Bourgoin », sur la commune de Bourgoin-Jallieu à 7 km à vol d'oiseau, est de 12,4 °C et le cumul annuel moyen de précipitations est de 844,0 mm,. Pour l'avenir, les paramètres climatiques de la commune estimés pour 2050 selon différents scénarios d'émission de gaz à effet de serre sont consultables sur un site dédié publié par Météo-France en novembre 2022.

### Hydrographie
Le territoire communal est traversé par le ruisseau de l'Aillat.

### Voies de communication et transports
Le territoire de Roche se situe à l'écart des grands axes routiers, mais il reste facilement accessible aux véhicules, notamment depuis l'autoroute A43 qui relie Lyon à Modane et qui permet de rejoindre directement les agglomérations de Grenoble, de Chambéry et l'aéroport de Lyon-Saint-Exupéry. Une sortie située à Villefontaine permet de rejoindre le bourg en empruntant la RD318, la RD313 et la RD126.
- 7 à 31 km : L'Isle-d'Abeau-centre, Morestel, Bourgoin-Jallieu-Ouest, L'Isle-d'Abeau-Les Sayes

Le territoire communal est traversé par la RD124 qui permet de relier le bourg central aux communes Saint-Alban-de-Roche, L'Isle-d'Abeau et Bourgoin-Jallieu vers l'est et les communes de Bonnefamille et de Saint-Quentin-Fallavier.

## Urbanisme

### Typologie
Au 1er janvier 2024, Four est catégorisée commune rurale à habitat dispersé, selon la nouvelle grille communale de densité à sept niveaux définie par l'Insee en 2022.
Elle appartient à l'unité urbaine de Villefontaine, une agglomération intra-départementale regroupant six  communes, dont elle est une commune de la banlieue,,. Par ailleurs la commune fait partie de l'aire d'attraction de Lyon, dont elle est une commune de la couronne,. Cette aire, qui regroupe 397 communes, est catégorisée dans les aires de 700 000 habitants ou plus (hors Paris),.

### Occupation des sols
L'occupation des sols de la commune, telle qu'elle ressort de la base de données européenne d’occupation biophysique des sols Corine Land Cover (CLC), est marquée par l'importance des territoires agricoles (71,8 % en 2018), en diminution par rapport à 1990 (75,2 %). La répartition détaillée en 2018 est la suivante : 
terres arables (40,6 %), zones agricoles hétérogènes (31,2 %), forêts (19,5 %), zones urbanisées (8,7 %), prairies (0,1 %). L'évolution de l’occupation des sols de la commune et de ses infrastructures peut être observée sur les différentes représentations cartographiques du territoire : la carte de Cassini (XVIIIe siècle), la carte d'état-major (1820-1866) et les cartes ou photos aériennes de l'IGN pour la période actuelle (1950 à aujourd'hui).

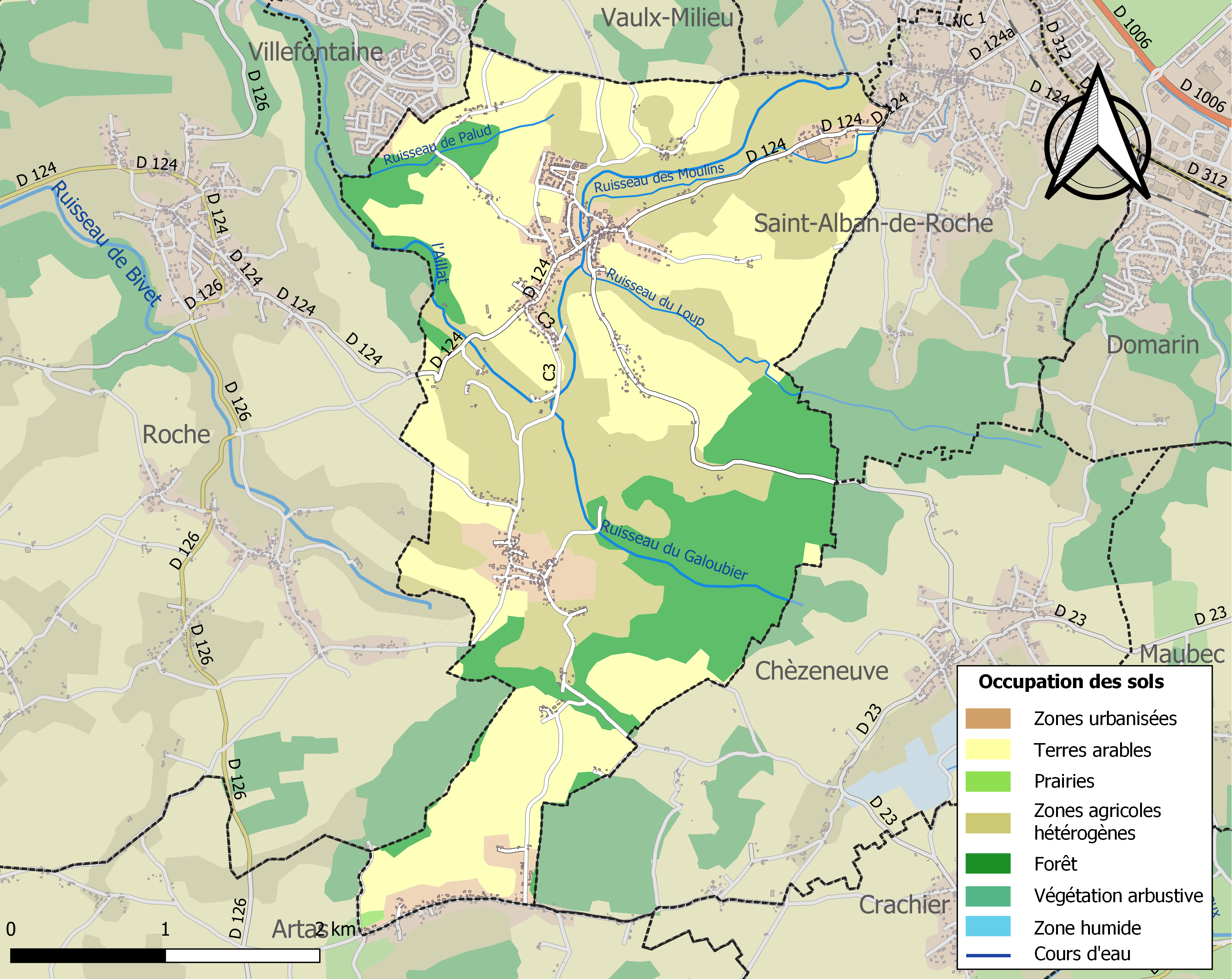
Carte des infrastructures et de l'occupation des sols de la commune en 2018 (CLC).

### Risques naturels et technologiques

#### Risques sismiques
L'ensemble du territoire de la commune de Four est situé en zone de sismicité n°3 (sur une échelle de 1 à 5), comme la plupart des communes de son secteur géographique.
| Type de zone | Niveau            | Définitions (bâtiment à risque normal) |
| ------------ | ----------------- | -------------------------------------- |
| Zone 3       | Sismicité modérée | accélération = 1,1 m/s2                |

## Toponymie
Du latin furnus signifiant four, terme attesté au IXe siècle[réf. nécessaire].

## Histoire

### Antiquité et Préhistoire
Le secteur actuel de la commune de Domarin se situe à l'ouest du territoire antique des Allobroges, ensemble de tribus gauloises occupant l'ancienne Savoie, ainsi que la partie du Dauphiné, située au nord de la rivière Isère.

## Politique et administration

### Liste des maires
| Période                                  | Période                      | Identité          | Étiquette | Qualité |
| ---------------------------------------- | ---------------------------- | ----------------- | --------- | --- |
| Les données manquantes sont à compléter. |                              |                   |           | |
| 1908                                     | 1912                         | Auguste Martelat  |           | Propriétaire, négociant |
| Les données manquantes sont à compléter. |                              |                   |           | |
| mars 1977                                | juin 1995                    | Jean-Paul Gauchon | DVG       | Réélu en 1983 et 1989 |
| juin 1995                                | mars 2001                    | Jean Papadopulo   | DVD       | Vétérinaire |
| mars 2001                                | mars 2008                    | Marc Blondel      | SE        | |
| mars 2008                                | En cours (au 2 février 2022) | Jean Papadopulo   | DVD *     | Vétérinaire Conseiller départemental de L'Isle-d'Abeau (2021 → ) Vice-président du conseil départemental de l'Isère (2021 → ) Président de la CA Porte de l'Isère (2014 → ) Réélu pour le mandat 2020-2026 |

- Vivre à Four aujourd'hui et demain

### Tendances politiques et résultats
| Scrutin             | Scrutin             | 1er tour | 1er tour | 1er tour | 1er tour | 1er tour | 1er tour | 1er tour | 1er tour  | 1er tour | 1er tour | 1er tour | 1er tour | 2d tour | 2d tour | 2d tour | 2d tour | 2d tour | 2d tour |
| Scrutin             | Scrutin             | 1er      | 1er      | %        | 2e       | 2e       | %        | 3e       | 3e        | %        | 4e       | 4e       | %        | 1er     | 1er     | %       | 2e      | 2e      | %       |
| ------------------- | ------------------- | -------- | -------- | -------- | -------- | -------- | -------- | -------- | --------- | -------- | -------- | -------- | -------- | ------- | ------- | ------- | ------- | ------- | ------- |
| Présidentielle 2017 | Présidentielle 2017 |          | FN       | 30,24    |          | EM       | 22,41    |          | LFI       | 16,14    |          | LR       | 16,02    |         | EM      | 59,27   |         | FN      | 40,73   |
| Présidentielle 2022 | Présidentielle 2022 |          | RN       | 27,61    |          | LREM     | 25,28    |          | LFI       | 15,41    |          | REC      | 9,53     |         | LREM    | 51,47   |         | RN      | 48,53   |
| Législatives 2022   | 10e                 |          | RN       | 24,42    |          | Ren-Ens  | 24,42    |          | LFI-Nupes | 22,99    |          | LR       | 10,52    |         | Ren     | 53,17   |         | RN      | 46,83   |
| Législatives 2024   | 10e                 |          | RN       | 43,06    |          | Ren-Ens  | 24,59    |          | LFI-NFP   | 19,76    |          | LR       | 10,82    |         | RN      | 60,80   |         | LFI     | 39,20   |

## Jumelages
- Pusiano (Italie) depuis 2013[22]

## Population et société

### Démographie
L'évolution du nombre d'habitants est connue à travers les recensements de la population effectués dans la commune depuis 1800. Pour les communes de moins de 10 000 habitants, une enquête de recensement portant sur toute la population est réalisée tous les cinq ans, les populations de référence des années intermédiaires étant quant à elles estimées par interpolation ou extrapolation. Pour la commune, le premier recensement exhaustif entrant dans le cadre du nouveau dispositif a été réalisé en 2006.

En 2022, la commune comptait 1 672 habitants, en évolution de +11,84 % par rapport à 2016 (Isère : +3,07 %, France hors Mayotte : +2,11 %).
| 1800 | 1806 | 1821 | 1831 | 1836 | 1841 | 1846 | 1851 | 1856 |
| ---- | ---- | ---- | ---- | ---- | ---- | ---- | ---- | ---- |
| 606  | 743  | 780  | 874  | 902  | 910  | 916  | 946  | 851  |

| 1861 | 1866 | 1872 | 1876 | 1881 | 1886 | 1891 | 1896 | 1901 |
| ---- | ---- | ---- | ---- | ---- | ---- | ---- | ---- | ---- |
| 892  | 890  | 846  | 880  | 861  | 844  | 813  | 773  | 734  |

| 1906 | 1911 | 1921 | 1926 | 1931 | 1936 | 1946 | 1954 | 1962 |
| ---- | ---- | ---- | ---- | ---- | ---- | ---- | ---- | ---- |
| 728  | 711  | 593  | 604  | 583  | 572  | 534  | 565  | 612  |

| 1968 | 1975 | 1982 | 1990 | 1999 | 2006 | 2011  | 2016  | 2021  |
| ---- | ---- | ---- | ---- | ---- | ---- | ----- | ----- | ----- |
| 565  | 556  | 655  | 733  | 912  | 968  | 1 187 | 1 495 | 1 656 |

| 2022  | - | - | - | - | - | - | - | - |
| ----- | - | - | - | - | - | - | - | - |
| 1 672 | - | - | - | - | - | - | - | - |

### Enseignement
La commune est rattachée à l'académie de Grenoble.

### Médias

#### Presse écrite
Historiquement, le quotidien à grand tirage Le Dauphiné libéré consacre, chaque jour, y compris le dimanche, dans son édition du Nord-Isère, un ou plusieurs articles à l'actualité du canton et quelquefois de la commune, ainsi que des informations sur les éventuelles manifestations locales, les travaux routiers, et autres événements divers à caractère local.

#### Presse audiovisuelle
La commune est située sur l'aire de diffusion de radio Ici Isère, une radio publique qui émet sur tout le territoire du département de l'Isère.

### Cultes
La communauté catholique et l'église de Vaulx-Milieu (propriété de la commune) dépend du diocèse de Grenoble-Vienne et de la paroisse Saint-Paul-des-Quatre-Vents, dont le siège est fixé dans la commune voisine de Villefontaine.

## Culture et patrimoine

### Lieux et monuments

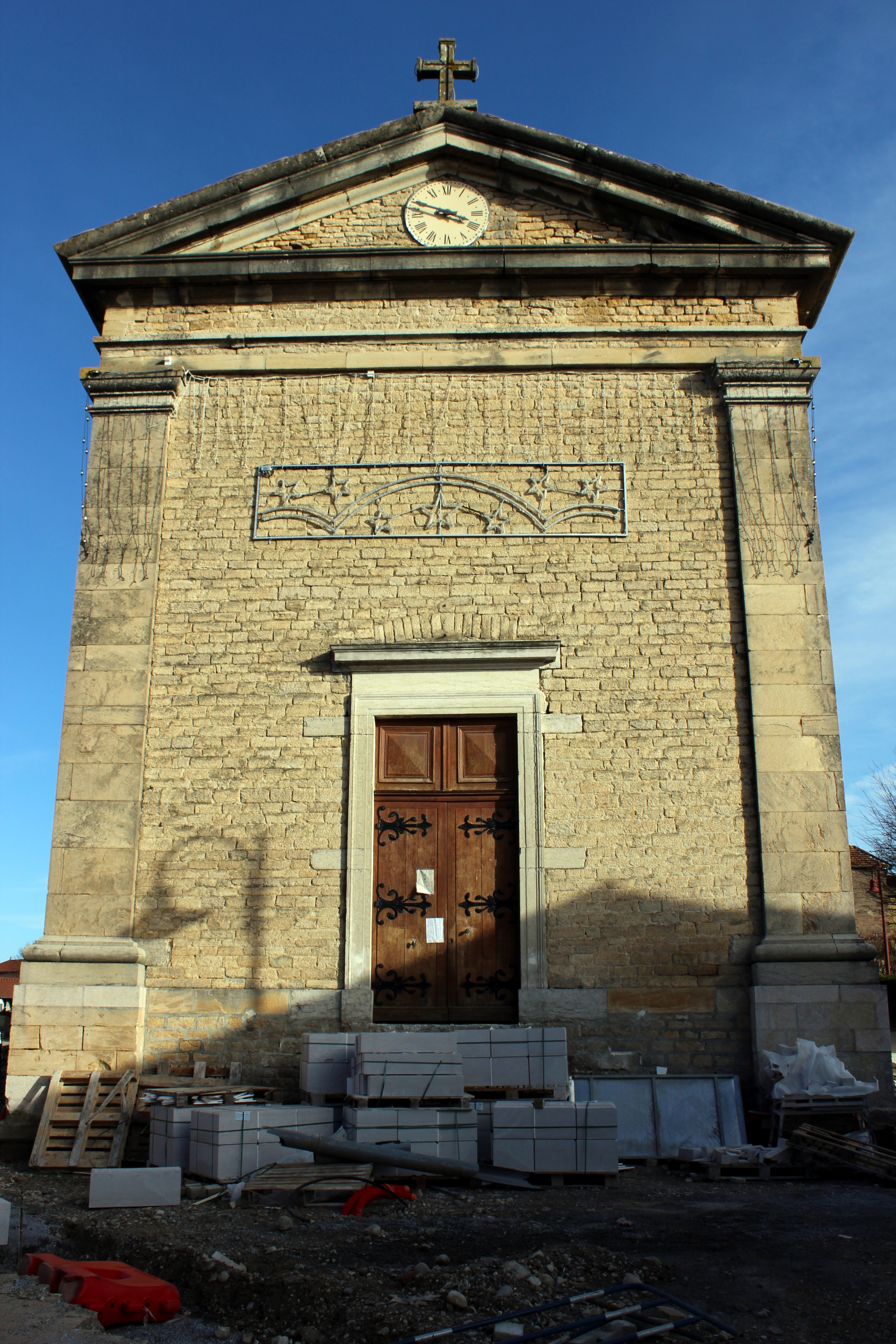
L'église.

- L'église Saint-Nazaire et Saint-Celse.

Il s'agit d'un édifice religieux de rite catholique reconstruit au XIXe siècle. Celui-ci est en forme de croix latine avec une façade néo-classique, une nef unique à trois travées ainsi qu'un transept et chevet en hémicycle.
- La Maison fort des Blache.

Cette maison forte fut bâtie sous Philippe VI de Valois et elle attestée en 1340 Elle a été propriété des seigneurs de Lemps jusqu'en 1610[réf. souhaitée]. L'édifice, situé au centre du bourg, se compose sous la forme de deux bâtiments en équerre, lesquels une tour d'escalier en vis dans l'angle interne.

### Personnalités
- Jean Papadopulo, élu maire de Four en 2008, réélu en 2014[29]. Vétérinaire, chef d'entreprise (clinique vétérinaire Armonia à Villefontaine (Isère))[30], président de la communauté d'agglomération Porte de l'Isère (CAPI) depuis le 18 avril 2014. Auparavant vice-président de la CAPI, chargé du développement durable, de l'environnement et de l'agriculture[31].
- Antoine Duchêne (1913-1943), Compagnon de la Libération, est enterré à Four.

### Héraldique
|  | Four (Isère) possède des armoiries dont l'origine et le blasonnement exact ne sont pas disponibles. |